# 重庆文革墓群
重庆文革墓群，又称红卫兵墓园，是重庆市沙坪公园中一块埋葬文革武斗死亡者的墓地，位于沙坪公园西南角、人工湖岸的缓坡。据称是中国大陆仅存一座基本保存完好的文革武斗死亡者墓群。高约三至六公尺不等的块石叠砌而成的灰墙，把墓园大致围成船形；墓园西高东低，形成几级梯形台地；墓园占地约3000平方米左右（约合4.5亩）。墓群坐西朝东，寄寓着墓主永远“心向红太阳”的拳拳之意。2009年12月15日列為第二批重慶市文物保護單位。

## 墓主构成
其中113座墓穴里埋着1967年至1968年重庆大武斗期间约400名战死或意外故亡（个别）的八一五派组织成员。造墓立碑时间最早的从1967年6月开始，最晚的到1969年1月结束。死亡者年龄最小的仅14岁（2人），年龄最大的60岁。死亡者年龄：20岁以下的占35.2％（69人），21—30岁的33.7％（66人），31—40岁的20.9％（41人），41岁—50岁的7.7％（15人），50岁以上2.6％（5人）。死亡者职业：工人占58.9％（最多，176人），学生34.8％（104人），职员4.7％（14人），军人（军事院校学生）2％（6人），干部1％（3人），教师0.67％（2人）。

## 建筑形式
墓园的布局没有统一规划，按先来后到的不成文法随意分割，有的位置坟墓密度很大，有的位置则趋疏朗，没有对称性。建墓的主要材料是石板、青砖、三合土、水泥。单人独墓的款式一般较简单，没有独立的碑，刻石融在墓体中嵌于正前方，墓志、墓表、墓铭三者合一。而多数合葬墓主体设计摹仿天安门人民英雄纪念碑，再略加变通改良：南北横亘绵延的墓基适应着多人合葬的功能需要，其上耸立一座石碑。9号墓摹仿人民英雄纪念碑最为认真与酷似，墓基四周环绕着漂亮磨石栏杆。117号墓铭刻悼文的墓裙宽达十多米。碑身、碑顶一般饰有八一五派徽记（嵌着派别名号的火炬）。墓碑主体题字多为龙蛇竞走、横空出世的毛体狂草：“死难烈士万岁” 。点缀其间的有时代特征鲜明的激烈口号：“头可断，血可流，毛泽东思想不能丢；可挨打，可挨斗，誓死不低革命头”；或表示悼念之意的毛泽东、鲁迅诗句：“为有牺牲多壮志，敢教日月换新天”、“血沃中原肥劲草，寒凝大地发春华”等。
碑文一般能提供死者生平较完整的资料，且间杂考绩式政治评语。如82号墓：

“江丕嘉同志简历　毛主席最忠实的红卫兵江丕嘉同志（男）一九四九年九月五日生于重庆小龙坎　一九六六年十月加入中学生红卫兵　六七年三月加入红卫兵革命造反司令部　同年八月二十一日晨六点五十分为保卫中央赴渝调查组的安全英勇献身　年仅二十岁　在文化大革命中始终不移地站在毛主席的革命路线一边　勇敢战斗在斗争的最前列　为捍卫毛主席的革命路线他洒尽了最后一滴血　江丕嘉同志为革命而死　死得其所重于泰山”。

具代表性的105号墓碑文“悼词”带着那个时代特有的夸张、花哨的抒情性，被用来寄托对死者的缅怀、称赞之情，着眼点是以死者性命证明对立方的反动、不义和己方的政治合法性：

“血沃中原肥劲草，寒凝大地发春华。毛主席最忠实的红卫兵、我毛泽东主义战斗团最优秀的战士张光耀、孙渝楼、欧家荣、余志强、唐晓渝、李元秀、崔佩芬、杨武惠八位烈士，在血火交炽的八月天，为了捍卫毛主席的革命路线，流尽了最后一滴血，用生命的光辉照亮了后来人奋进的道路。死难的战友们，一想起你们，我们就浑身是胆，力量无穷，下定决心，不怕牺牲，排除万难，去争取胜利。不周山下红旗乱，碧血催开英雄花。亲爱的战友们，今天，我们已用战斗迎来了欢笑的红云。披肝沥胆何所求，喜爱环宇火样红。你们殷红的鲜血，已浸透八一五红彤彤的造反大旗。啊！我们高高举起你们殷红的鲜血，已化入八一五熊熊的革命火炬。这火炬啊，我们紧紧握！头可断，血可流，毛泽东思想绝不丢，你们铿锵的誓言啊，已汇成千军万马、万马千军惊天动地的呼吼。你们英雄的身躯，犹如那苍松翠柏，巍然屹立红岩岭上，歌乐山巅。挥泪继承烈士志，誓将遗愿化宏图。成千成万的先烈，为了人民的利益，在我们的前头英勇地牺牲了，让我们高举起他们的旗帜，踏着他们的血迹前进吧！毛泽东主义战斗团死难烈士永垂不朽！八一五革命派死难烈士永垂不朽！  重庆革命造反战校（原二十九中）毛泽东主义战斗团   一九六七年六月”

## 保存状况

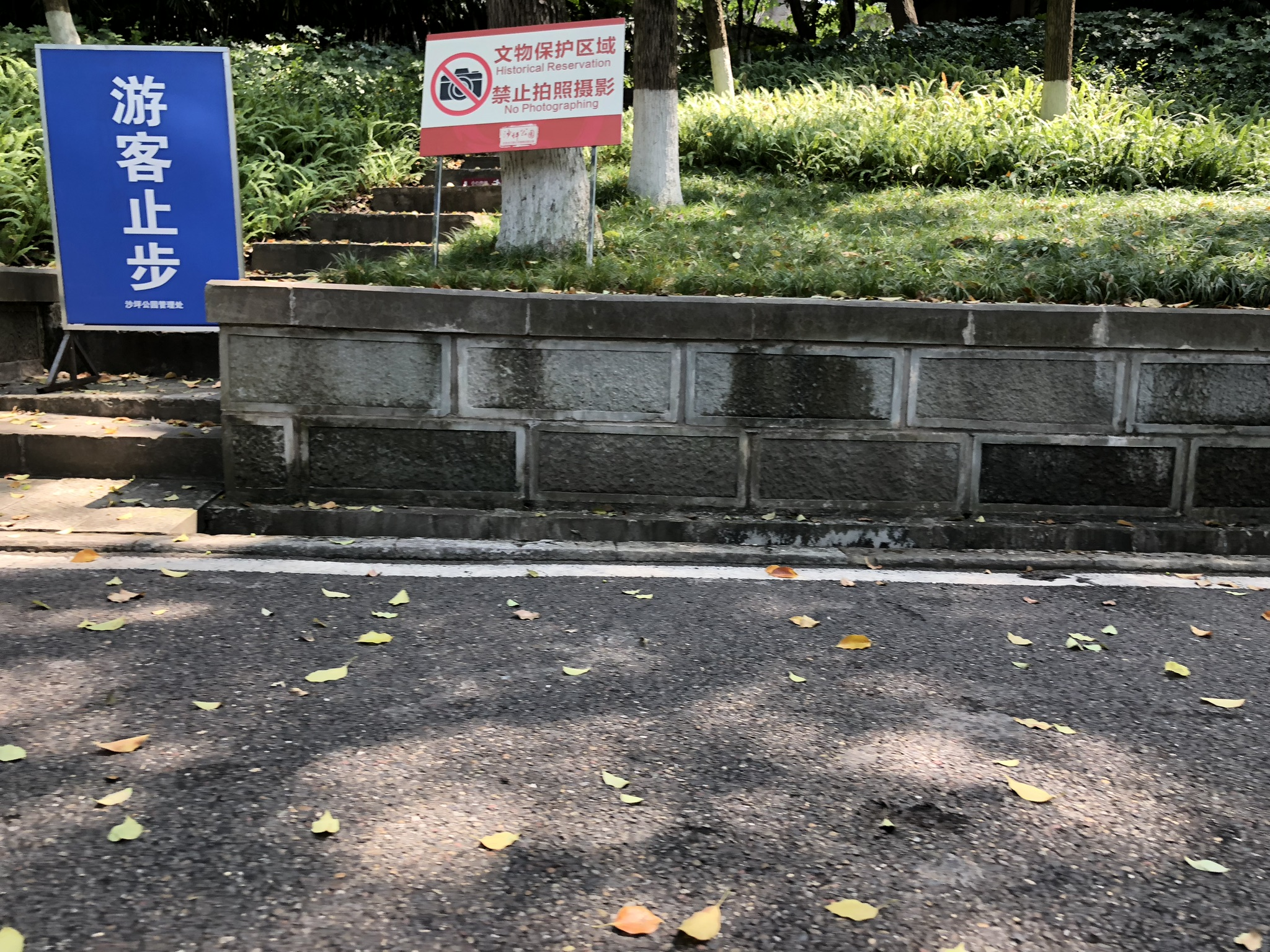
通向墓群的台阶上写有“游客止步”、“禁止拍照”的标语

过去，埋葬文革武斗中牺牲者的墓地存在于全国各地，仅重庆就有二十多处。但是，在文革结束后否定文革的社会思潮和城市开发的过程中，墓地几乎都被毁坏；只有沙坪公园内的集体墓地，因其地方偏僻，又在公园境内，因而得以保存。
1985年，某退休干部向中共四川省委（此时重庆尚未升级为直辖市）提议将该墓群毁去。此时有人认为应该这样做以去除“疯狂年代”的烙印，也有人建议将其保存起来以为后人之鉴。当时的中共重庆市委书记视察了墓群后提出了“不拆除、不宣传、不开放”的“三不原则”，墓群被水泥墙封住。
文革结束后，由于否定文革的社会思潮，墓群长期无人问津，墓碑风化严重。但是，随着社会思潮的变化，近年来有越来越多的死者的亲人、朋友前来扫墓，社会对墓群更加关注。2007年4月，国务院发出了第三次全国文物普查的通知，2008年国家文物局指出要对“公社运动、大跃进运动、文化大革命运动等时期的代表性、典型性的建筑物、构筑物采用正确的方法进行合理保护”。这使得墓群保护出现了转机。2008年8月沙坪坝公园向沙坪坝区申报区级文物保护单位并于当天通过。2009年初，沙坪坝区文物保护科申请了市级文物保护单位，2009年12月15日重庆市公布的第二批文物保护单位中，就列有文革墓群，名称为“红卫兵墓园”。
墓园所有碑文都遭到程度不同的风化、剥蚀：碑文姓名不全的有23名，姓名全无的24名。最严重的是71号墓，11位死者的姓名全被风化了，只有死者的岁数尚可辨认；此碑的死亡人数是根据岁数记载的占位推算出来的。85号墓则因有一整块墓碑石块被人撬走，故其中10名死者的姓名皆不可考。 
在墓园大量污损、破坏性的游人题咏中，也有个别具警策意味的。5号墓左侧碑身有模糊的锐器刻痕，上面刻着：“人间本无正道，阴世焉有光明，我劝后人擦亮眼，不求主义只求欢”，发现时间为1993年清明。